# 小野妹子
小野妹子（日语：／ Ono no Imoko），男，近江国滋賀郡小野村出身的豪族、春日氏的一族小野氏。小野妹子為日本飛鳥時代的政治家、外交家。姓為臣氏，冠位是大德冠。育有二子是小野毛人、小野廣人。
依據《日本書紀》記載，他以遣隋使的身分於607年與609年兩度被派遣至隋朝，擔任外交工作。在隋朝的漢名為「蘇因高」（そいもこ），為其名的漢語諧音。

## 經歴
大業三年（推古天皇15年，607年），小野妹子代表倭王多利思比孤向隋炀帝递交国书以表明日本的独立国地位，其中有著名语句：「日出處天子致書日沒處天子無恙」。然而该国书将日本与中国最高统治者置于同等地位，并称“天子”，与中国传统的“天无二日，民无二主”思想相违背，引得炀帝勃然大怒。其后在由裴世清带去日本的隋炀帝国书中第一句就是“皇帝问倭王”，按照天子赐诸侯的书式書寫。

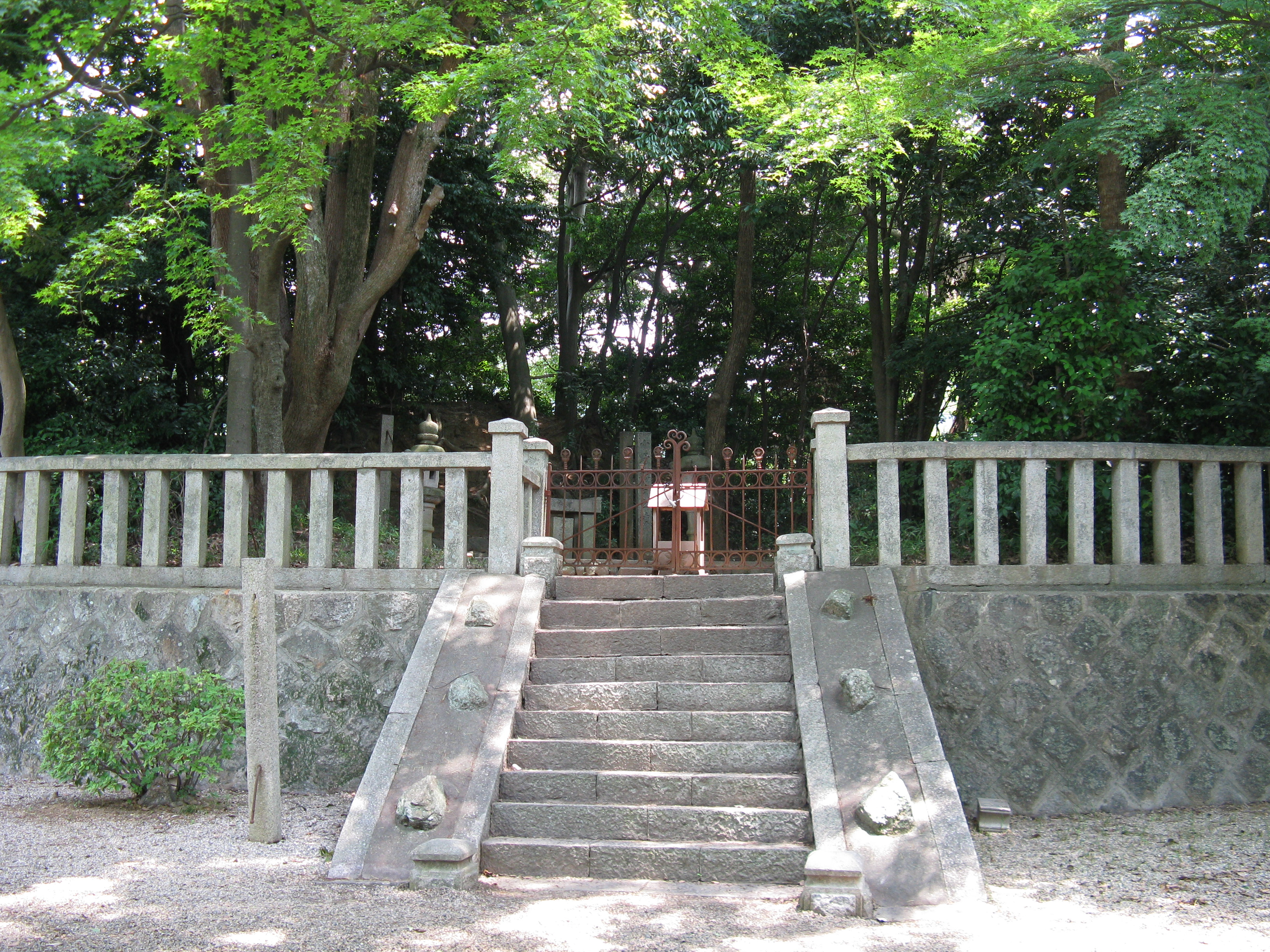
小野妹子墓

小野妹子墓在今大阪府南河内郡太子町科長神社南側的土丘。

## 名稱
虽然名为“妹子”，但却是男性（当时“子”字男女皆可用，如蘇我馬子等）。在古代，男子名字用“子”结尾并不新奇，不過在現代日本，「子」成為女性专用名，正因如此，不少現代人誤以为小野妹子是女性。同時，名字中的“妹”字更使人容易误解。不过，现在仍不清楚为何名字中有“妹”字。

## 關聯項目
- 小野氏
- 遣隋使
- 太子町（大阪府南河内郡）
- 増田こうすけ劇場 ギャグマンガ日和』 - 増田こうすけの漫画。
- 聖徳太子 -  演：今田耕司。

## 外部連結
小野妹子 日出づる処の天子書を日没する処の天子に致す　つつがなきや （页面存档备份，存于）